# Amern
Der Ortsteil Amern liegt am Niederrhein im Westen des Bundeslandes Nordrhein-Westfalen. Er gehört mit etwa 7500 Einwohnern zur Gemeinde Schwalmtal im Kreis Viersen (Regierungsbezirk Düsseldorf).

## Geschichte
Ausgrabungen zufolge fand die erste Besiedlung Amerns bereits in der Jungsteinzeit statt.
Ab 966 n. Chr. stand das Gebiet, das damals unter dem Namen Mühlgau bekannt war, unter der Herrschaft des Gaugrafen Eremfried. Die Grafen von Kessel lösten diese Herrschaft gegen 1082 bis zum Ende des 13. Jahrhunderts ab. In dieser Zeit waren sie verantwortlich für den Grundbesitz des Kölner Domkapitels in Amern – St. Anton und des Xantener Stiftes in Amern – St. Georg. 1305 bis 1801 waren die beiden Teile Amern neben Dilkrath, Waldniel, Kirspelwaldniel und Lüttelforst dem jülichen Amt Brüggen unterstellt.
Aufgrund hoher Kriegsausgaben wurde das Amt Brüggen aber bis 1494 an die Grafschaft Moers verpfändet. Diese Zeit der Besetzungen bedeutete für die Gemeinden einen hohen Verlust an Gut und Finanzen. Beim Kampf um die Schwalmlinie konnten sich 1793 zunächst die Preußen und die Österreicher durchsetzen. Nach dem französischen Gegenschlag wurde im Frieden von Campo Formio 1797 beschlossen, dass das linke Rheinufer französisch wurde. Amern – St. Anton und St. Georg wurden dem Kanton Bracht zugeordnet.
Nach Napoleons I. Sturz und dem Wiener Kongress gingen die Gebiete in preußische Herrschaft über. 1816 wurde im Zeichen einer verwaltungstechnischen Neuregelung der Kanton Bracht dem Kreis Kempen zugeordnet. Im Kreis Kempen bildeten Amern Sankt Anton und Amern Sankt Georg zwei eigene Bürgermeistereien, wobei zur Bürgermeisterei Amern Sankt Georg auch noch die Gemeinde Dilkrath gehörte. Dilkrath wurde 1928 nach Amern Sankt Georg eingemeindet.
Unter der nationalsozialistischen Herrschaft wurden schließlich 1936 Amern Sankt Georg (Oberamern) und Amern Sankt Anton (Unteramern) zur Gemeinde Amern zusammengelegt. Amern gab 1956 die beiden Honschaften Geneschen II und Ungerath an Waldniel ab.

### Eingemeindung
Am 1. Januar 1970 wurde Amern mit Waldniel zusammengeschlossen. Die neue Gemeinde erhielt den Namen Schwalmtal.

## Besondere Ereignisse
Am 18. August 2009 kam es in Amern zu einem Amoklauf, in dem ein 72-jähriger pensionierter Handwerker bei einem Gutachtertermin zur Zwangsversteigerung des Hauses seiner Tochter mit einem illegalen Gewehr gezielt auf zwei Rechtsanwälte und zwei Immobiliengutachter schoss. Dabei tötete er drei Menschen und verletzte einen schwer. Nach drei Stunden ergab er sich und konnte festgenommen werden. Im April 2010 wurde er zu 15 Jahren Haft verurteilt und in eine Psychiatrie eingewiesen.

## Sehenswürdigkeiten
- Mühlenturm aus dem frühen 19. Jahrhundert (häufige Wechselausstellungen)
- die beiden katholischen Kirchengebäude St. Georg und St. Anton

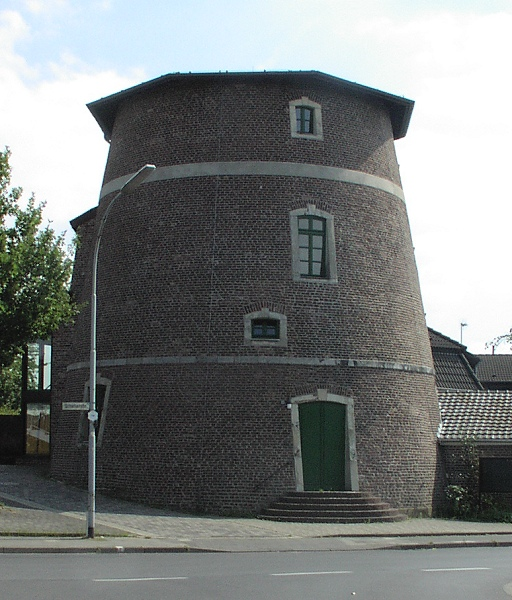
Mühlenturm in Amern
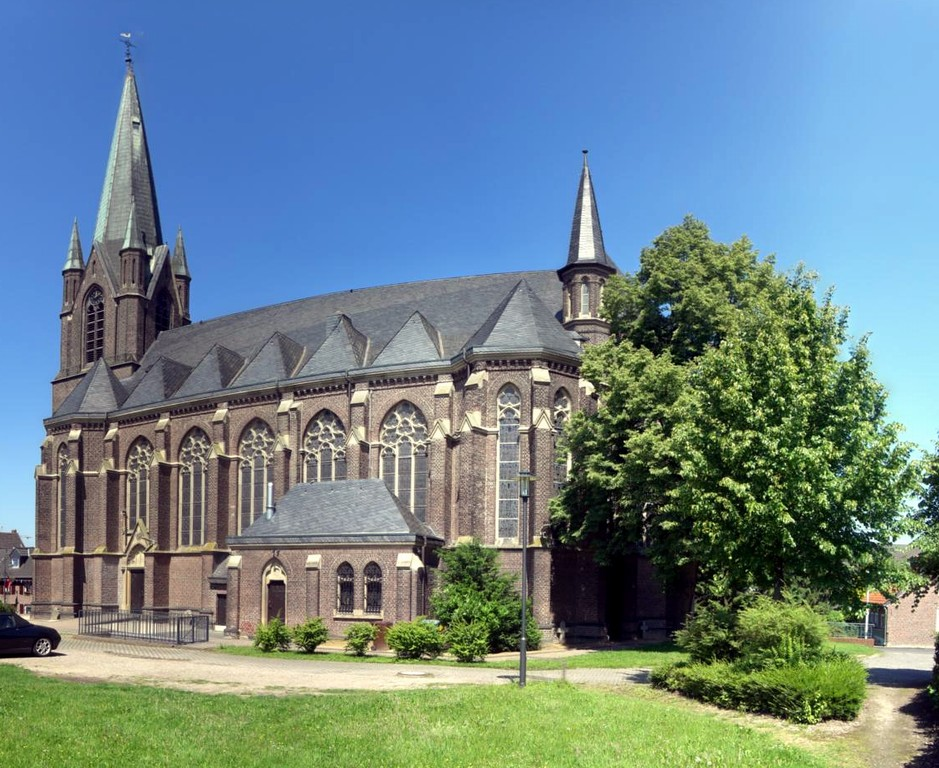
Kirche St. Georg in Amern

## Verkehr
Der Bahnhof Amern lag an der Bahnstrecke Dülken–Brüggen.